# Gerszon Zak
Gerszon Zak (hebr. גרשון ז'ק, właśc. Gerszon Żak ur. 1913; zm. 1989) – izraelski dowódca wojskowy w stopniu kapitana (Seren), oficer Sił Obronnych Izraela, pierwszy dowódca Izraelskiego Korpusu Morskiego (1948-1949).

## Młodość
Urodził się na Ukrainie, będącej wówczas w Imperium Rosyjskim.
Wyemigrował do Palestyny i pracował jako nauczyciel w Tel Awiwie.

## Kariera wojskowa
W 1931 wstąpił do żydowskiej organizacji paramilitarnej Hagana.
W dniu 17 marca 1948 przyszły premier Dawid Ben Gurion (wówczas przywódca Hagany) wydał rozkaz utworzenia żydowskich sił morskich. Gerszon Zak od samego początku zaangażował się w ich organizację. Został pierwszym dowódcą Izraelskiego Korpusu Morskiego. Do jego zadań należało zarządzanie działaniami zmierzającymi do nabycia zagranicznych statków, budowa baz wojskowych i zaciąg rekrutów. Wśród rekrutów byli dawni rybacy, pracownicy stoczni, mieszkańcy wybrzeża oraz weterani Royal Navy. W tym samym roku przejęto dziesięć statków, które wcześniej przewoziły nielegalnych żydowskich imigrantów do Palestyny. Od ponad roku stały one zakotwiczone w porcie. Po przeprowadzeniu napraw zdołano przywrócić sprawność techniczną pierwszych czterech okrętów: INS Eilat, INS Ma'oz, INS Hagana, INS Noga i INS Wedgwood. W kwietniu 1949 Zak zrezygnował i odszedł z armii do cywila.

## Kariera cywilna
Po odejściu z marynarki, Zak współtworzył wioskę młodzieżową HaKfar HaJarok, w której pracował jako nauczyciel.